# Singapore ATP Challenger
Il Singapore ATP Challenger è stato un torneo di tennis che si disputava a Singapore dal 2011.

## Albo d'oro

### Singolare
| Anno | Campione         | Finalista   | Punteggio |
| ---- | ---------------- | ----------- | --------- |
| 2011 | Dmitrij Tursunov | Lukáš Rosol | 6–4, 6–2  |
| 2012 | Lu Yen-hsun      | Gō Soeda    | 6–3, 6–4  |

### Doppio
| Anno | Campioni                      | Finalisti                             | Punteggio        |
| ---- | ----------------------------- | ------------------------------------- | ---------------- |
| 2011 | Scott Lipsky David Martin     | Sanchai Ratiwatana Sonchat Ratiwatana | 5–7, 6–1, [10–8] |
| 2012 | Kamil Čapkovič Amir Weintraub | Hsieh Cheng-peng Lee Hsin-han         | 6–4, 6–4         |